# كاهن إله
كاهن إله باللغة المصرية القديمة «حام نيثر»: هي لقب لأحد كهنة قدماء المصريين، يقترن بإله معين أو بفرعون متوفي معين يخدمه، حيث كان فرعون يعتبر ابنا لإله.

## بالهيروغليفية
| R8 | U36 |

| R8 | U36 |

تفسير المكتوب:
الراية: وهي رمز إله
والعصى: رمز الكاهن (حام).
ملحوظة: عندما يكتب الكاتب المصري القديم صيغة الجمع، فكان يكتب كلمة إله ثلاثة مرات، الآتي:
| R8 |

| R8 |

| R8 |

 ، بمعنى آلهة.

## الوظيفة
كان الكاهن في مصر القديمة يقوم بالطقوس الدينية لإله معين من بين آلهة متعددين، أو بخدمة ملك متوفي معين. فكان اسم المعبود يذكر بعد تعبير «كاهن إله». فمثلا «كاهن الإله آمون» -Hem Netjer en Amun ، أي خادم آمون. وبالنسبة لفرعون متوفى فكان له كاهن يخدمه ويسمى في تلك الحالة «كاهن الإله سندي» أو كاهن الإله ساحورع.

### الرتب
كانت أعلى رتبة للكاهن هي «حام نيثر تبي» (كاهن أول) وكان يتبعه عدد من الكهنة. وكان الكاهن الأول
ومن يتبعه من كهنة يتبعون رئيس شعبة يسمى «سهدي» Sehedj . وكان لكل «حام نيثر» عددا من كهنة أقل منهم رتبة يدعى الواحد منهم «كاهن-وعب». فكانت أقل رتبة للكاهن هي كاهن-وعب، بمعنى النظيف أو الطاهر.

### أعماله
كانت أعمال حام نيثر مقصورة على الصلوات البسيطة فقط. فكان مساعدا لمن يعلوه من الكهنة في القيام بالصلاة والطقوس الدينية وفي نظارة تقديم القرابين إلى تماثيل الألهة والفراعنة. كما كانت من أعمال «حام نيثر» التفتيش في انحاء المعبد والتأكد من سلامة الأوضاع.

## اقرا أيضا
- وظائف مصر القديمة
- حامل أختام الملك
- عمدة طيبة
- كاهن-وعب